# Schwarze Schar

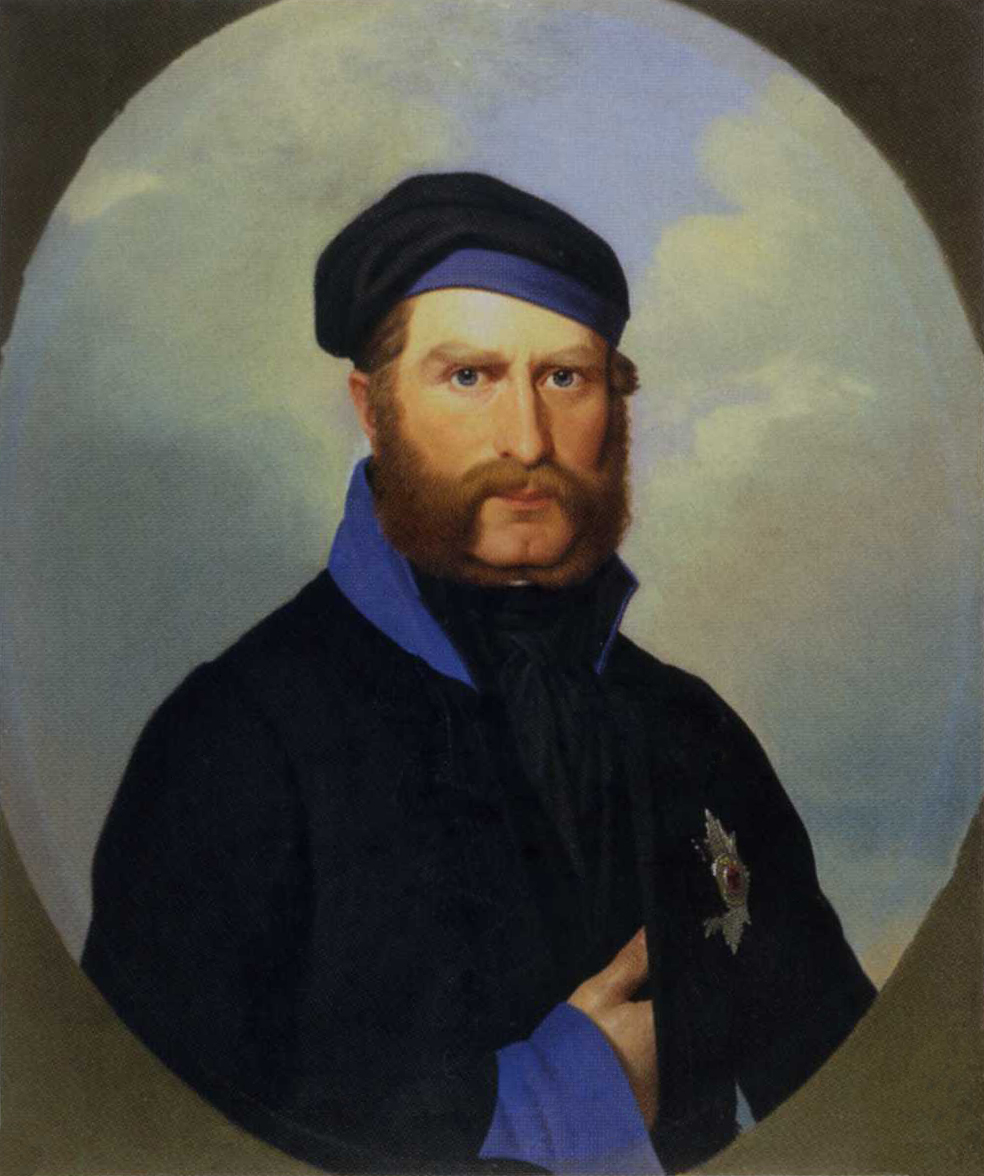
Der „Schwarze Herzog“ Friedrich Wilhelm von Braunschweig, Gemälde von Johann Christian Ludwig Tunica

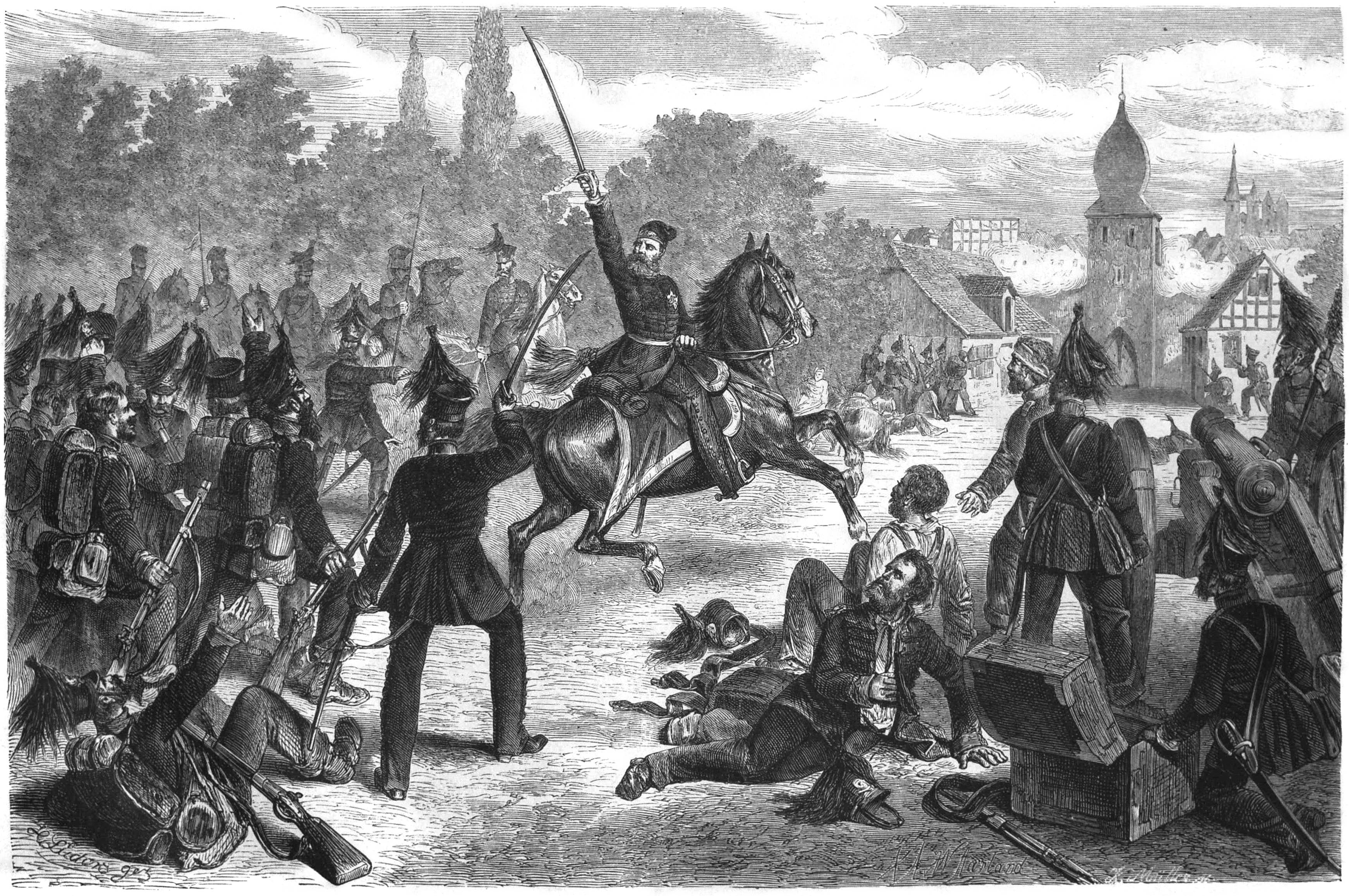
Sturm der Schwarzen Schar auf Halberstadt 1809

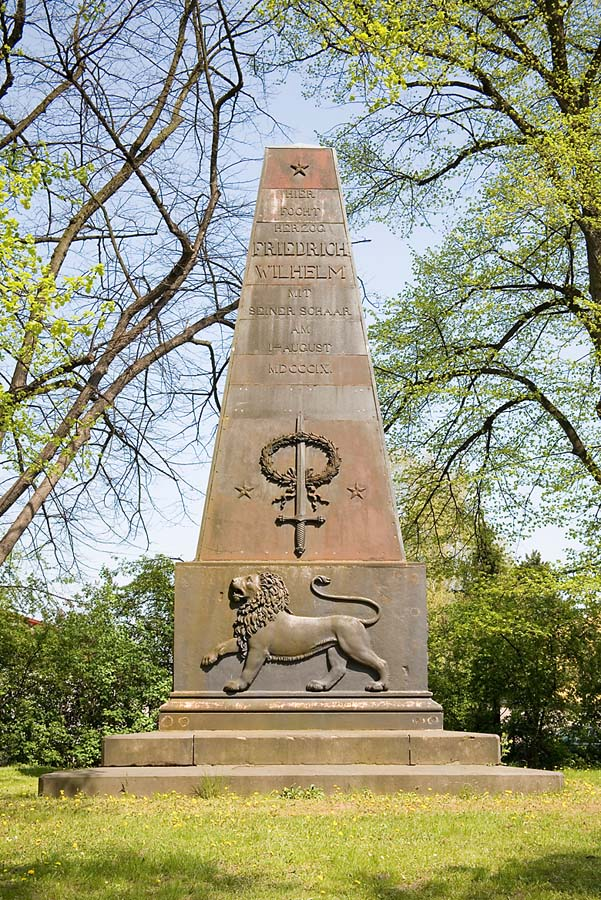
Obelisk zur Erinnerung an das Gefecht bei Ölper (1809)

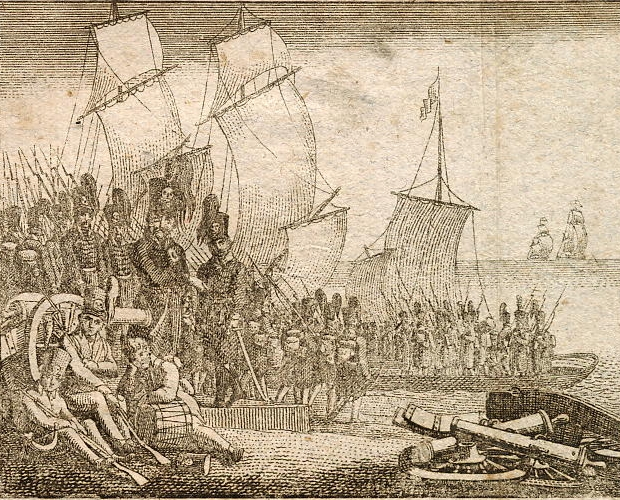
Flucht der Schwarzen nach England.

Die Schwarze Schar, ursprünglich Herzoglich Braunschweigisches Korps, auch Schwarzes Korps oder Schwarze Legion genannt und später in britischen Diensten als Black Brunswickers („Schwarze Braunschweiger“) bekannt, war ein Freikorps, das am 1. April 1809, zur Zeit des Fünften Koalitionskrieges, vom „Schwarzen Herzog“ Friedrich Wilhelm von Braunschweig-Lüneburg-Oels aufgestellt wurde, um auf verschiedenen europäischen Kriegsschauplätzen gegen Napoléon Bonaparte und die französische Besatzung Deutschlands zu kämpfen.

## Vorgeschichte
In der Schlacht bei Jena und Auerstedt (14. Oktober 1806) war Herzog Karl Wilhelm Ferdinand von Braunschweig, der Vater Friedrich Wilhelms, verwundet worden und starb wenige Tage später an den Folgen. Obwohl das Fürstentum Braunschweig-Wolfenbüttel im Konflikt mit Napoleon neutral geblieben war (allerdings war Karl Wilhelm Ferdinand Oberbefehlshaber der preußischen Truppen in der Schlacht gewesen), erklärte der französische Kaiser 1807, das Haus Braunschweig habe aufgehört zu regieren, löste das Herzogtum auf und machte es zu einem Teil des von ihm neu geschaffenen Königreichs Westphalen. Braunschweig war fortan Hauptstadt des neuen „Département Oker“ genannten Teils innerhalb des Königreiches.
Friedrich Wilhelms Frau Marie war aufgrund des drohenden Einmarsches französischer Truppen in Braunschweig zusammen mit ihren beiden Söhnen Karl und Wilhelm zunächst nach Schweden geflohen. Friedrich Wilhelm selbst zog sich derweil auf seine schlesischen Besitzungen nach Oels zurück, wollte jedoch den Status quo nicht ohne Gegenwehr hinnehmen und begann ab September 1808 ein Korps aufzustellen, um das nunmehr von den Franzosen besetzte Herzogtum wieder in Besitz nehmen zu können.

### Konvention von Wien

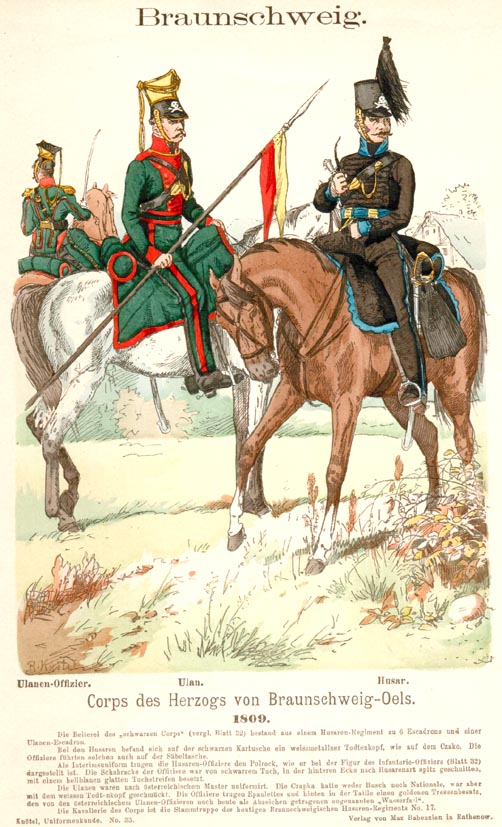
Richard Knötel „Corps des Herzogs von Braunschweig-Öls, 1809“: Ulan und Husar der „Schwarzen Schar“.

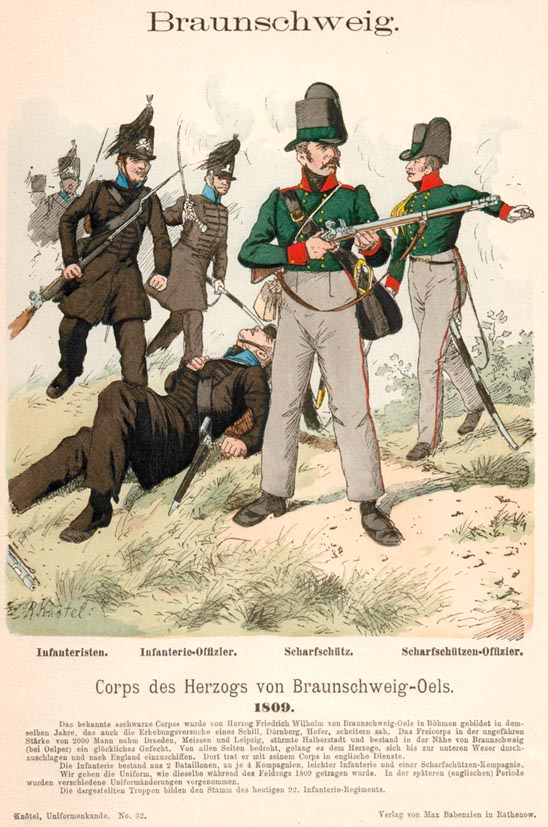
Knötel „Corps des Herzogs von Braunschweig-Öls, 1809“: Infanteristen.

Im Winter 1808 reiste Friedrich Wilhelm nach Wien und verpflichtete sich am 25. Februar 1809 in der Konvention von Wien gegenüber Erzherzog Karl, eine Truppe von knapp über 2.000 Mann aufzustellen, darunter 1.000 Husaren, 1.000 Mann leichte Infanterie und 125 Mann berittene Artillerie, die er auf eigene Kosten (durch Beleihung seines Besitzes im niederschlesischen Oels und in Bernstadt) ausrüsten wollte, woraufhin ihm Österreich versicherte, es werde ihn in diesem Falle als Alliierten betrachten.
Artikel III der Konvention besagte:
„Dieses Truppenkorps wird den Namen Herzoglich Braunschweigisches Korps führen.“
Artikel VII legte fest:
„Sobald dieses Corps formirt sein wird, verbindet sich der Herr Errichter, sogleich mit demselben von dem Sammelplatze aufzubrechen und seine Operationen gegen den Feind in Verbindung mit dem zunächst stehenden Österreichischen Corps d’Armée zu beginnen, sodann aber nach Möglichkeiten und Umständen gegen Magdeburg, Cassel, Braunschweig oder nach der Niederelbe vorzudringen, sein Corps so viel wie möglich zu verstärken, überhaupt aber mit allen Kräften auf die Communicationen, Magazine, Artillerieparks und Nachschubs-Transporte des Feindes vorzüglich zu wirken.“
In Artikel X wurde geregelt, dass das neue Korps Waffen und Ausrüstungsgegenstände aus österreichischen Arsenalen erhielt.

### Aufstellung
Der preußische König Friedrich Wilhelm III. hingegen versuchte – zwecks Beschwichtigung des verfeindeten Frankreichs – die Aufstellung des Freikorps aktiv zu verhindern, indem er die schlesischen Einkünfte des Herzogs zurückhalten ließ. Am 10. April 1809 ließ der preußische König verlauten:
„… desgleichen ist zur Kenntnis Seiner Majestät gelangt, daß bei Nachod in Böhmen ein Frei-Corps errichtet wird … Seine Majestät finden Sich unter diesen Umständen veranlaßt, Ihren getreuen Unterthanen die nach den Landesgesetzen bestehenden Verbote wegen heimlichen Werbens hierdurch in Erinnerung zu bringen und dieselben darauf aufmerksam machen zu lassen, welche Ahndung sich diejenigen aussetzen würden, welche an Verbindungen Theil nehmen, wodurch die Ruhe benachbarter Staaten gefährdet werden könnte …“.

### Truppenstärke und -zusammenstellung
Am 25. Juli 1809 bestand die Schwarze Schar aus zwei Bataillonen Infanterie mit einem freien Jäger-Bataillon, einer Kompanie Scharfschützen, einem Husaren-Regiment, einer Eskadron Ulanen sowie einer reitenden Batterie. Neben dem Kommandeur der Truppe, dem Schwarzen Herzog, war eine weitere bedeutende Persönlichkeit Major Georg Ludwig Korfes, der u. a. stellvertretender Chef des Generalstabes war.

### Uniform
Wegen der hauptsächlich schwarzen Uniform wurde das Freikorps bald die „Schwarze Schar“ genannt. Die Infanterie trug einen schwarzen Polrock mit einfachem Besatz, einer schwarzen, manchmal auch grauen Leinenhose mit blauer Biese, Schuhe mit dunkelgrauen Gamaschen, einen Tschako mit schwarzem Federbusch (der später durch einen schwarzen Rossschweif ersetzt wurde), und schwarzes Lederzeug mit Patronentasche und Bajonettscheide, sowie braune Felltornister und graue Brotbeutel. Der Rock hatte einen Stehkragen, der von einer schwarzen Schnur eingefasst war, und hellblaue Aufschläge.
Die Kavallerie trug einen schwarzen Dolman mit hellblauem Kragen und Aufschlägen, gelbe Schärpe mit hellblauen Knoten und schwarze Reithose mit blauer Biese. Der schwarze Tschako hatte von Anfang an den schwarzen Rossschweif und dazu gelbe Sturmbänder aus Metall. Das übrige Lederzeug war ebenfalls schwarz.
Die Artillerie war ähnlich der Kavallerie gekleidet, hatte schwarze Collets mit langen Schößen, einen hellblauen, mit schwarzer Schnur besetzten Kragen und Aufschläge, eine schwarze Hose mit blauer Biese sowie einen Husaren-Säbel.

### Der Totenkopf

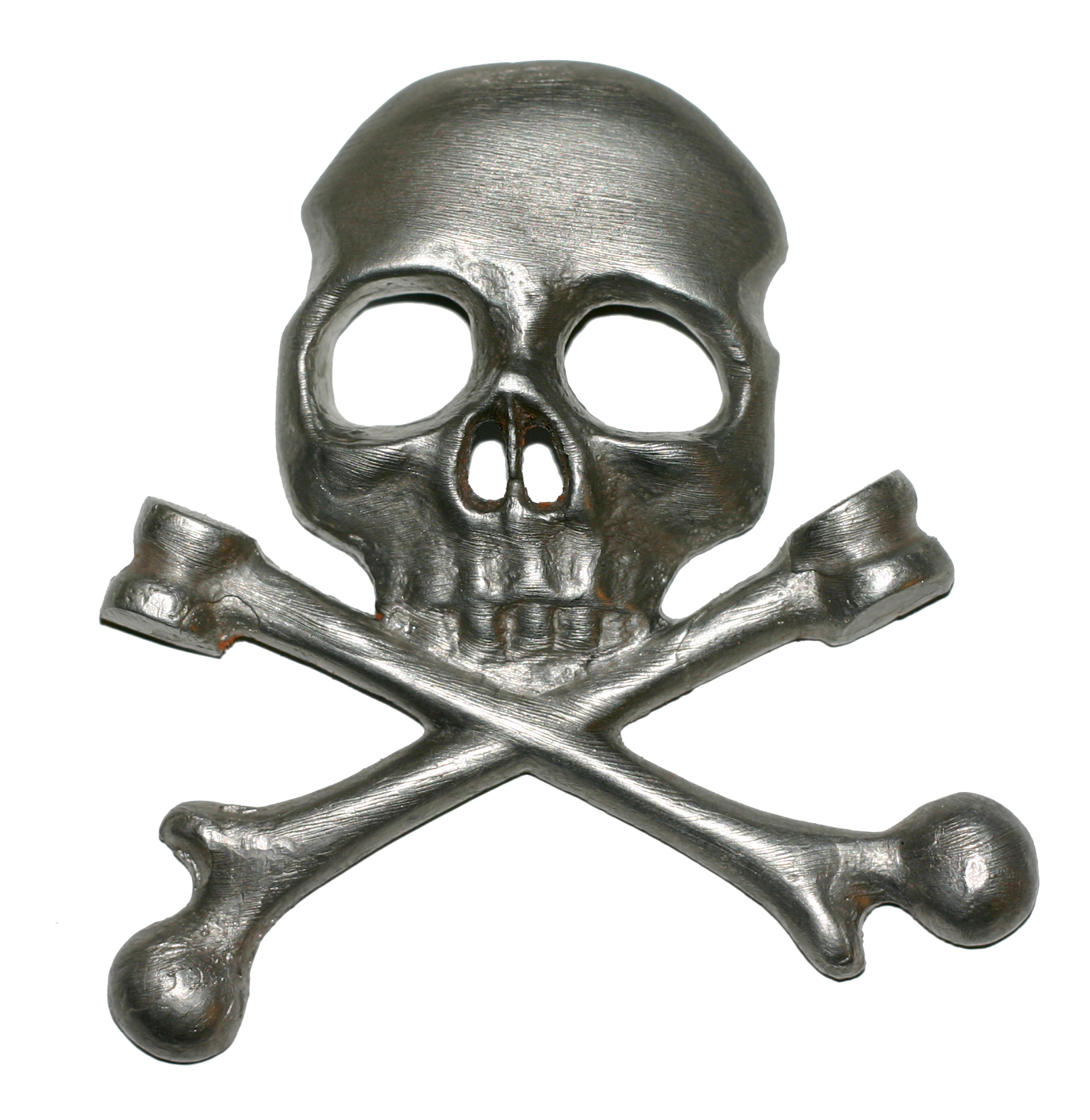
Braunschweiger Totenkopf von 1815

Das Freikorps, das sich selbst „Schar der Rache“ nannte und den Wahlspruch „Sieg oder Tod“ führte, trug als Zeichen einen silbernen Totenkopf mit zwei darunter gekreuzten Oberschenkelknochen am Tschako. Dieses Signet war bereits vom preußischen Schwarzen Husarenregiment unter General Daniel Friedrich von Lossow am Tschako getragen worden. Herzog Silvius Nimrod von Württemberg-Oels hatte 1652 den Orden des Totenkopfs des Herzogtums Oels gestiftet. Beide Vorbilder mögen den Schwarzen Herzog dazu bewogen haben, dieses Zeichen für seine Truppe zu benutzen.

## Einsatz

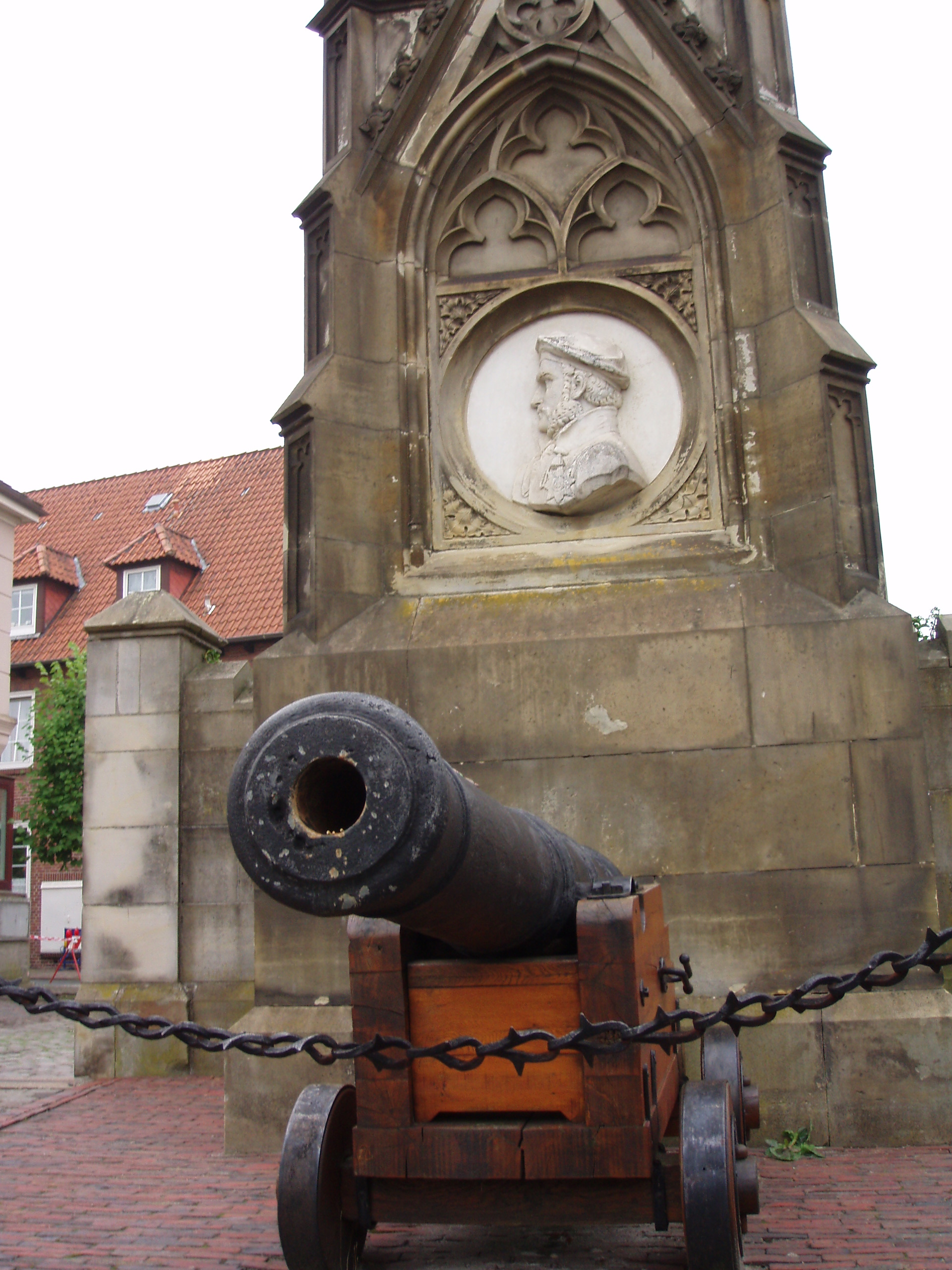
Denkmal in Elsfleth

Die Schwarze Schar sammelte sich im März 1809 in Náchod und brach am 12. Mai auf. Bei Zittau erlebte sie am 30. Mai ihre Feuertaufe. Die Stadt musste nach großen Verlusten vorübergehend aufgegeben werden. Es folgten Gefechte in Rumburg und Peterswald in Böhmen. Im Juni kämpfte die Schwarze Schar an der Seite der Österreicher in Sachsen und Franken. Nach der Niederlage der Österreicher in der Schlacht bei Wagram kämpfte sich die Schar auf eigene Faust von Zwickau aus durch Norddeutschland an die Nordseeküste. Auf dem Weg dorthin kam es zum Sturm auf Halberstadt und zum Gefecht bei Ölper. In Elsfleth und Brake schifften sie sich am 6. und 7. August auf Booten und Schiffen ein und entkamen so ihren französischen Verfolgern. Am 8. August wurden sie in der Wesermündung von einer britischen Flottille unter Kapitän George Stuart übernommen und über Helgoland nach Great Yarmouth und Grimsby in Großbritannien gebracht.

## Weitere Entwicklung
Ab 1810 kämpfte die Schar als Braunschweig-Lüneburgsche Jäger, auch Brunswick-Oels Jäger genannt, unter dem Oberbefehl Wellingtons in Portugal und Spanien, wo sie auch westphälischen, hessisch-darmstädtischen, badischen und nassauischen Truppen gegenüberstanden. Nach der Niederlage Napoleons kehrte das Korps nach Braunschweig zurück, wo es umgeformt und mit unerfahrenen Offizieren und Soldaten ergänzt wurde. Das neue Korps kämpfte 1815 in der Schlacht bei Quatre-Bras und bei Waterloo, und zwar die Avantgarde, das Braunschweigische Leibbataillon und drei weitere Bataillone im Westen sowie drei Bataillone im Zentrum der Entscheidungsschlacht.
Nach mehreren Umstrukturierungen wurden die regulären Truppenteile, die aus der Schwarzen Schar hervorgegangen waren, schließlich 1886 mit der gesamten Braunschweigischen Armee in die Preussische Armee eingegliedert, und zwar als „Braunschweigisches Husaren-Regiment Nr. 17“ und „Braunschweigisches Infanterie-Regiment Nr. 92“.

## Bekannte Angehörige der Schwarzen Schar
- Johann Heinrich Carl von Bernewitz
- Heinrich August Christian von Brandenstein
- Karl von Decker
- Wilhelm von Dörnberg
- Alexander Leopold von Erichsen
- Heinrich August von Helldorff
- Eugen von Hirschfeld
- Moritz von Hirschfeld
- Georg Ludwig Korfes
- August von Quistorp
- Ernst von Schrader
- Heinrich Steinweg
- Der Schwarze Herzog
- Friedrich Ludwig von Wachholtz
- Wilhelm von Gillern
- Gustav von der Heyde

## Rezeption

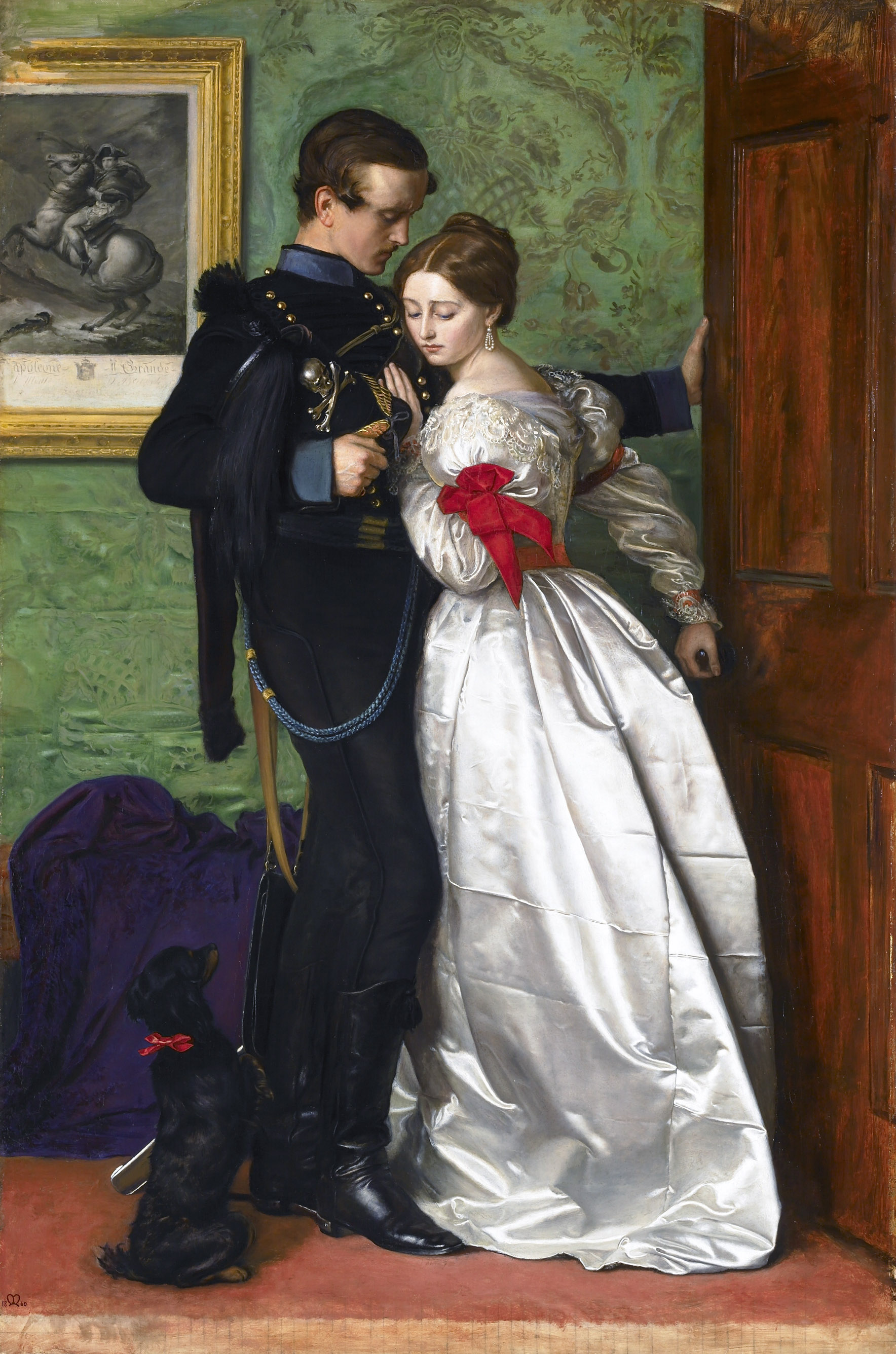
The Black Brunswicker des englischen Malers John Everett Millais

Die heute fast vergessene Schwarze Schar und ihr Herzog wurden zu ihrer Zeit in weiten Teilen Europas als Helden gefeiert. Eine Zeit lang war es Mode, sich à la Brunsvic zu kleiden, d. h. einen schwarzen Spenzer zu tragen; sogar ein im Stil der schwarzen Uniformen geschneidertes Taufkleid ist aus dieser Zeit überliefert.
Die Briten nennen sie die „Black Brunswickers“ und, in Anspielung auf das Totenkopfemblem, das „Brunswick Death and Glory Regiment“ (Braunschweiger Tod- und Ehre-Regiment), die Franzosen und Spanier „Todesjäger“. Lord Byron rühmte den „Schwarzen Herzog“ 1816 im dritten Gesang seines Versepos Childe Harolds Pilgerfahrt. Noch 1860 malte John Everett Millais „The Black Brunswicker“, ein Hauptwerk der präraffaelitischen Malerschule in England.
Der deutsche Boxer Max Schmeling bekam in Anspielung auf die Schwarze Schar von seinem Manager Joe Jacobs in Amerika den Kampfnamen Black Uhlan of the Rhine („Der schwarze Ulan vom Rhein“).